# Cappella dei Pamphilj

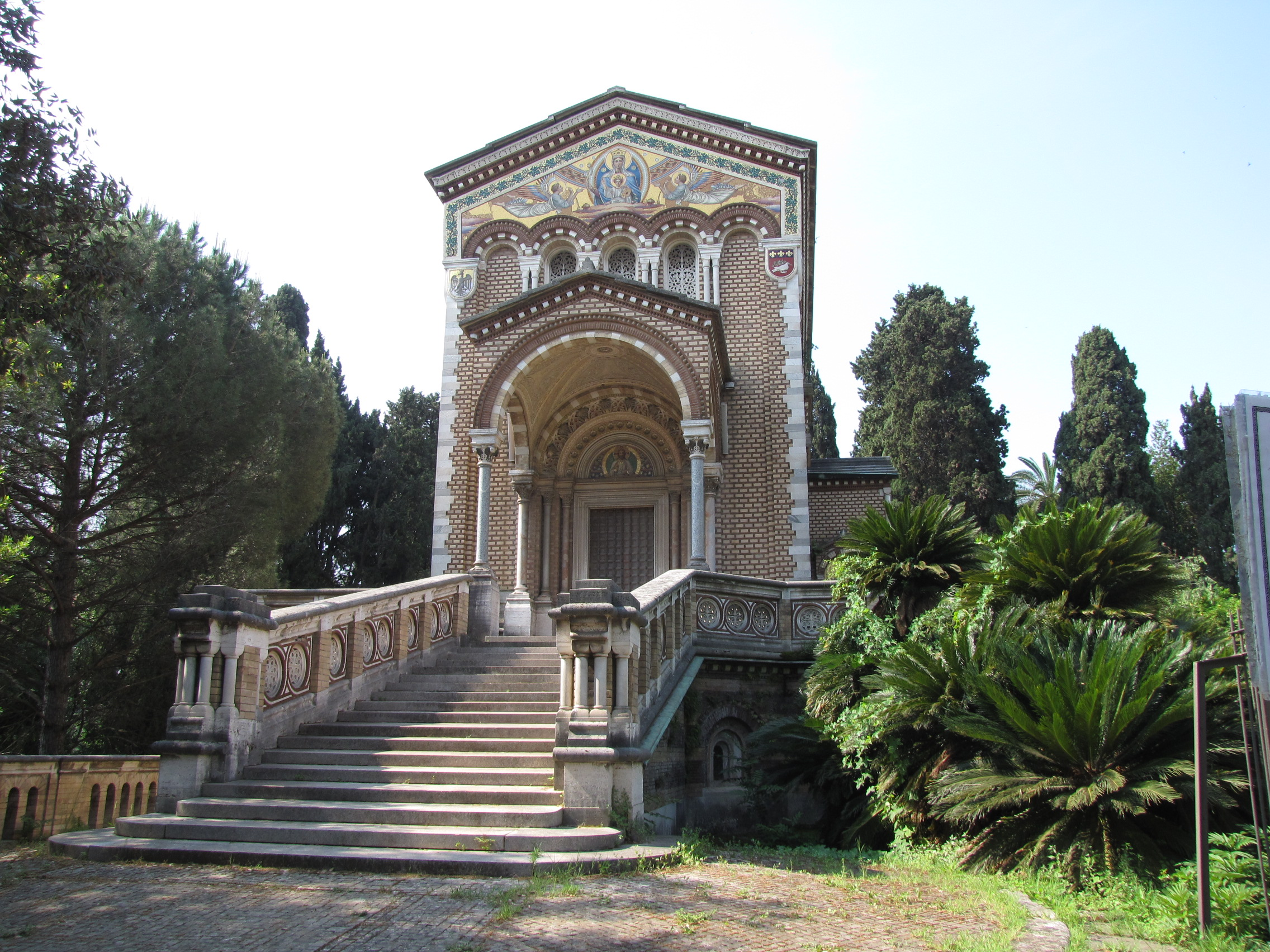
Vista da capela.

Cappella dei Pamphilj é uma capela funerária localizada no jardim da Villa Doria Pamphilj, no quartiere Gianicolense de Roma, na extremidade sul da Viale del Maglio. A sua dedicação é incerta e ela aparece nas fontes variações de seu apelido mais conhecido, como Cappella Villa Pamphili, Cappella Villa Doria Pamphili, Cappella Doria Pamphili, Cappella Doria e outros. 

## História
Esta capela serviu como substituta da igreja de Sant'Agnese in Agone, utilizada por séculos pela família Doria-Pamphili-Landi como local de sepultamento. Ela foi encomendada por Alfonso Doria Pamphilj Landi e projetada por Edoardo Collamarini, um arquiteto de Bologna. As obras começaram em 1896 e terminaram em 1902, apesar de a decoração só ter terminado em 1914. Na época, o parque da Villa Doria Pamphilj era uma propriedade privada. O desenvolvimento urbano da área começou na década de 1930 e o primeiro confisco da propriedade para uso público se deu em 1939. As últimas porções do atual parque foram anexadas em 1971. A capela foi propositalmente deixada de fora e permanece uma propriedade da família.
Até 1970, missas privadas ainda eram celebradas no local utilizando o Missal Romano de então (o dos decretos do Concílio de Trento). Contudo, depois da revisão do rito romano no Concílio Vaticano II, as missas cessaram. O motivo é incerto, mas hipóteses incluem o desagrado da família com a "nova missa" ou a falta de cooperação do clero a partir de então. Seja como for, depois do confisco final da propriedade da família, em 1971, e a abertura do novo parque público em 1972, a capela permaneceu abandonada. Em 1974, houve um roubo e todo o material litúrgico que podia ser carregado foi levado. Nos anos seguintes, a capela foi bastante danificada pelo mato e pelas intempéries.
No começo do século XXI, a família realizou uma reforma e permitiu que algumas missas fossem ocasionalmente celebradas no local pelos frades encarregados da vizinha basílica de San Pancrazio, situação que permanece até o momento.

## Descrição

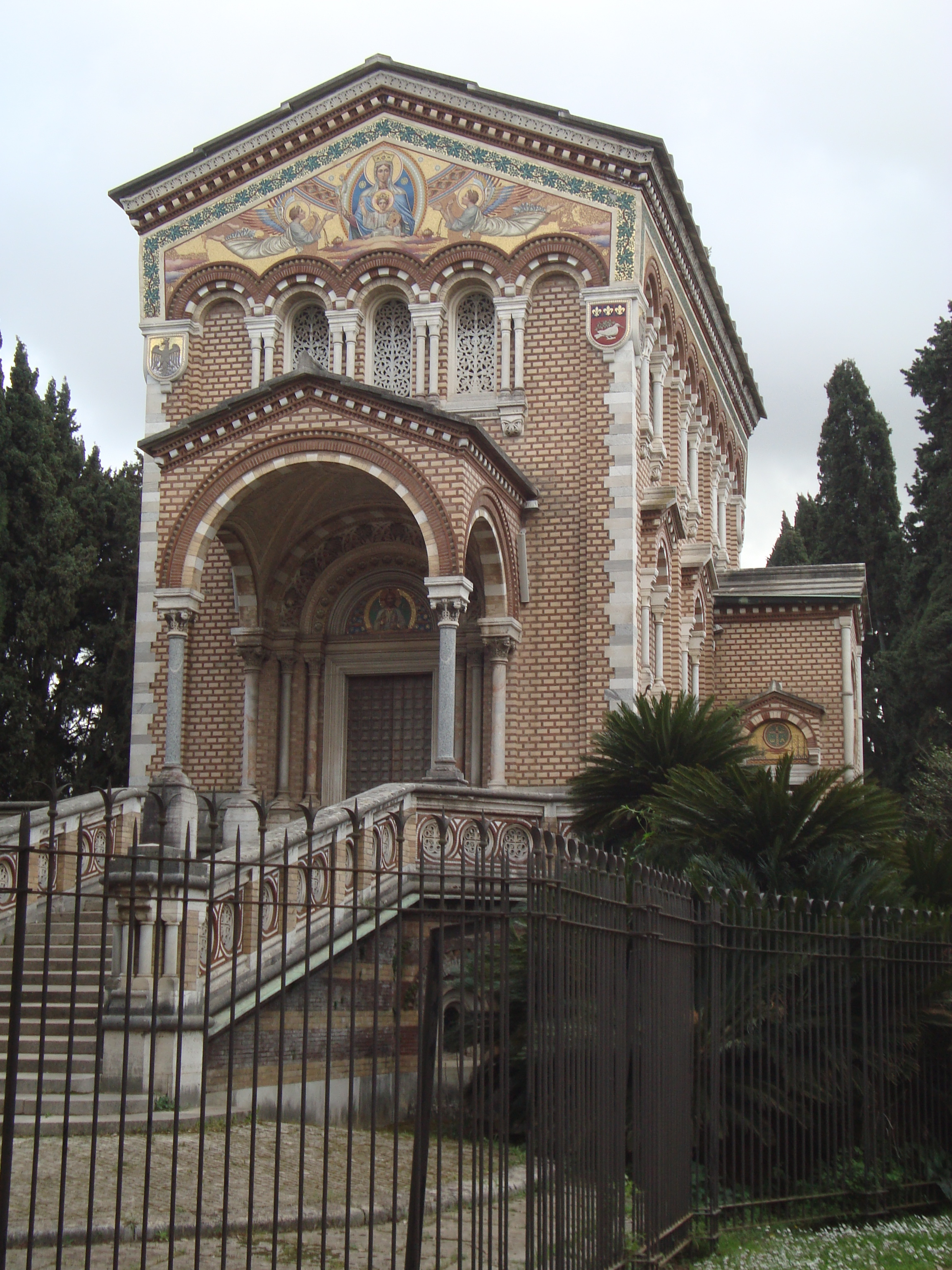
Detalhe.

Entre os artistas envolvidos na decoração estão Pietro Bortoluzzi (conhecido como "Pieretto Bianco"), responsável pelos afrescos e mosaicos em 1914, Emilio Retrosi, seu colaborador, Emanuele Bruni e Giulio Mazzino, escultores, e Pasquale Franci, responsável pelo trabalho em ferro forjado.
Apesar de pequena, a capela é um edifício de dois andares bastante decorado. A capela da cripta tem planta basilical, com uma nave de três baias com corredores laterais. O presbitério é uma das baias com uma abside semicircular. Há ainda uma baia separada de entrada com um pórtico semicircular na frente e um prótiro anexo. A cripta foi construída num espaço escavado no chão e com entrada pelos fundos. No interior, especialmente notáveis são as colunas das arcadas, que tem duas seções, com quatro pequenas colunas menores apoiadas no capitel de uma coluna maior assentada no chão.
A capela superior tem uma uma única nave com três baias e sem corredores. Curiosamente, ela tem a orientação inversa em relação à capela da cripta e sua abside fica em cima do já citado pórtico. A entrada fica no alto de uma escada que está acima da abside da cripta, escondendo-a pelo lado de fora. No lugar de corredores, esta capela tem um par de caminhos que descem pelas laterais partindo de seu pátio de entrada até um par de entradas laterais em pequenos anexos externos que flanqueiam as extremidades da nave. Estes também abrigam as escadas que descem até a capela da cripta. No interior, um grande mosaico ocupa a abside e representa a Virgem e o Menino sendo venerados por Santa Inês (uma referência à antiga igreja da família, Sant'Agnese in Agone), e Santo André, uma referência ao membro da família que encomendou o mosaico, Filippo Andrea VI Doria Pamphilj. Mosaicos nas paredes laterais representam São João Batista e São Sebastião.
Todos os lados externos são bastante decorados com complexos motivos arquiteturais. O terreno onde a capela está rodeada por uma cerca de ferro que protege não apenas o acesso à cripta como também delimita a propriedade privada da família.